# Église Saint-Michel de Pont-l'Évêque
L'église Saint-Michel est une église catholique située à Pont-l'Évêque, en France.

## Localisation
L'église est située dans le département français du Calvados, sur la commune de Pont-l'Évêque.

## Historique
L'église date du XVe siècle. Elle fut construite grâce aux dîmes de Jean V de Pouchin, baron des Joncquerets de Ferriére et de Clermont en Auge, à la demande de l'évêque[réf. nécessaire]. Elle est gravement endommagée au cours des combats pour la libération de la ville en 1944. Elle est restaurée peu à peu.
L'édifice est classé au titre des monuments historiques en 2008.

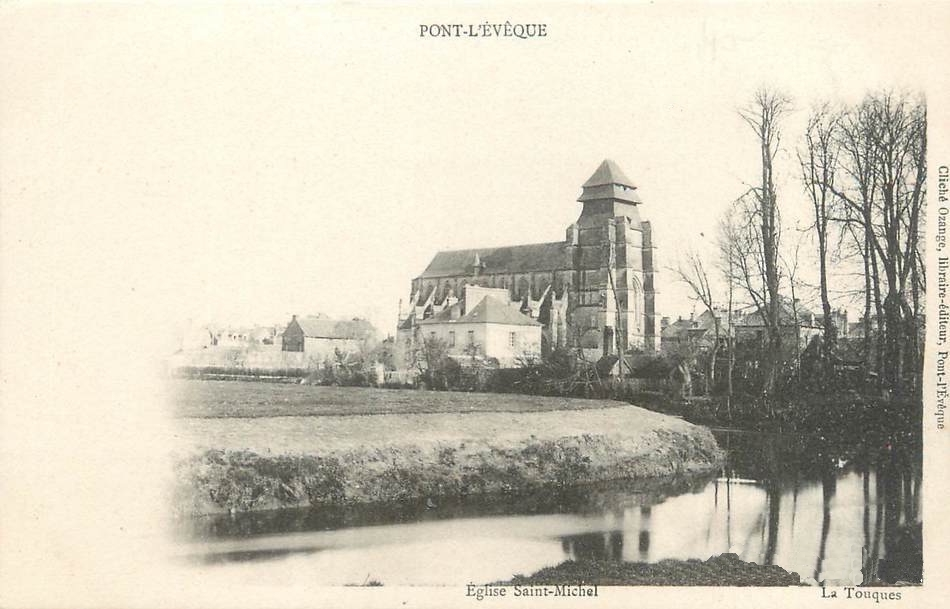
L'église Saint-Michel se reflétant dans les eaux de la Touques vers 1910.
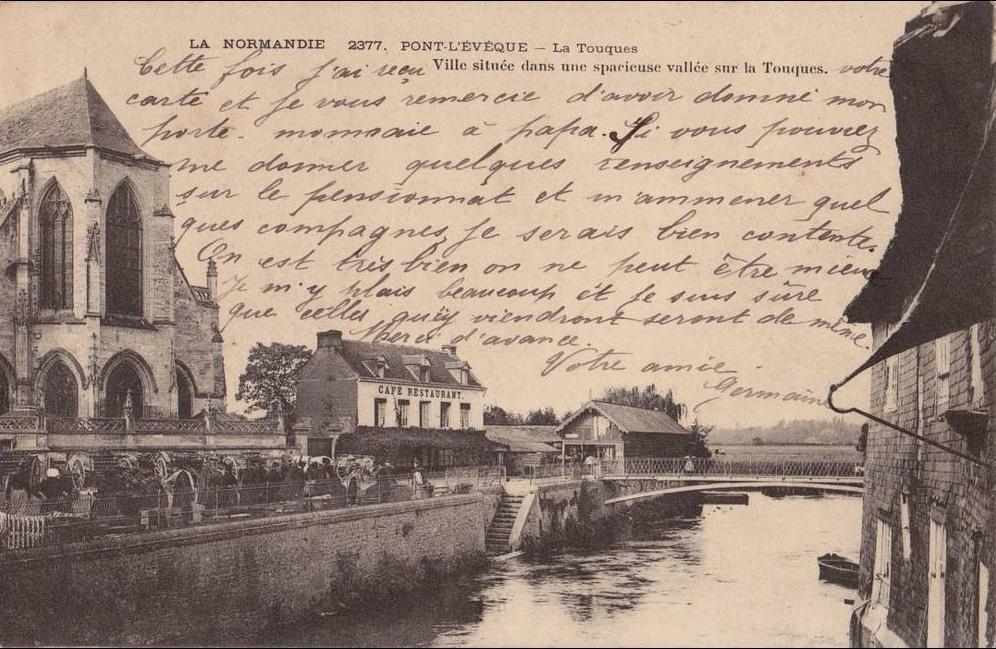
L'église Saint-Michel sur la rive de la Touques vers 1910.
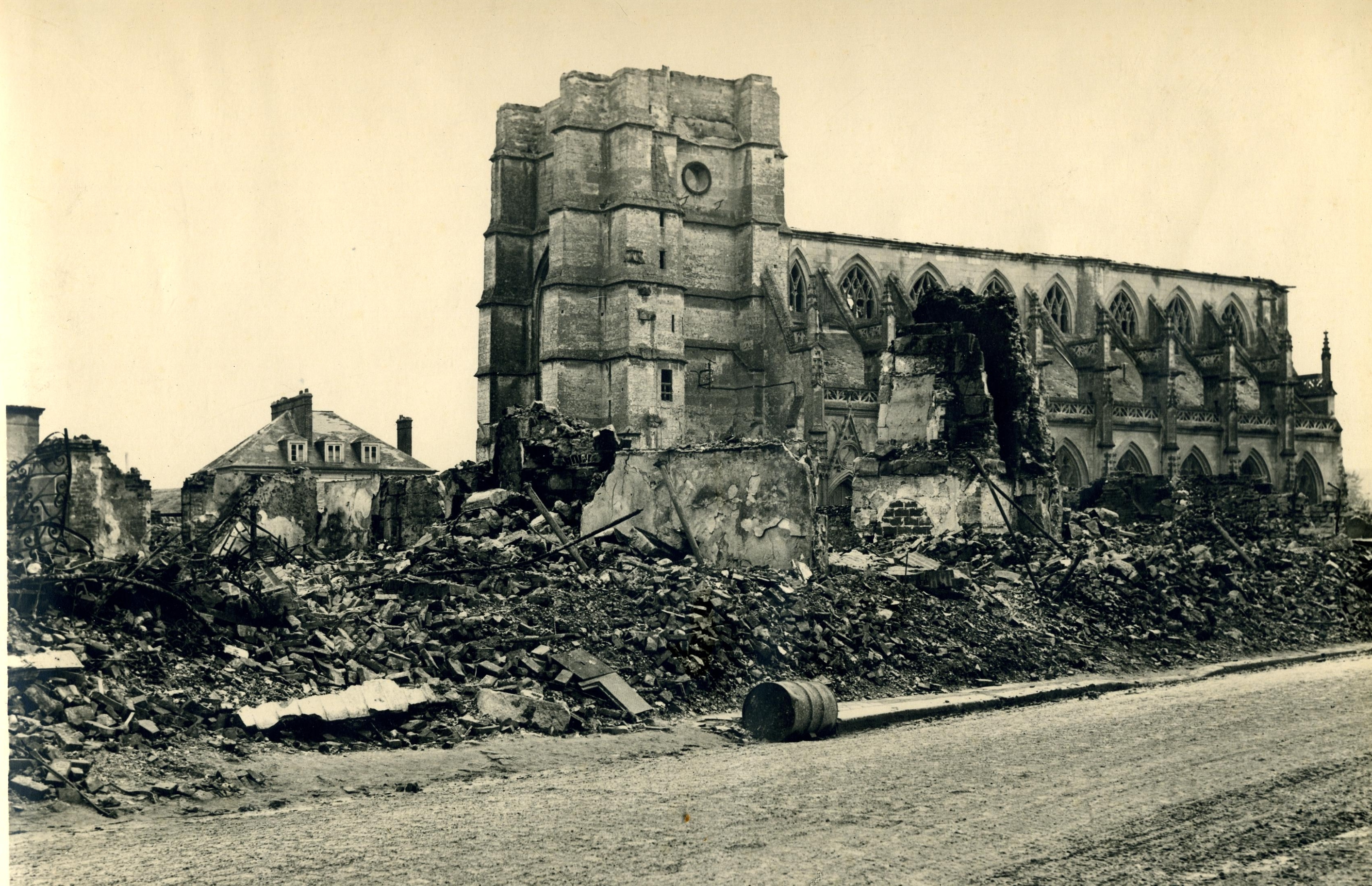
L'église très endommagée lors de la bataille de Normandie en 1944.
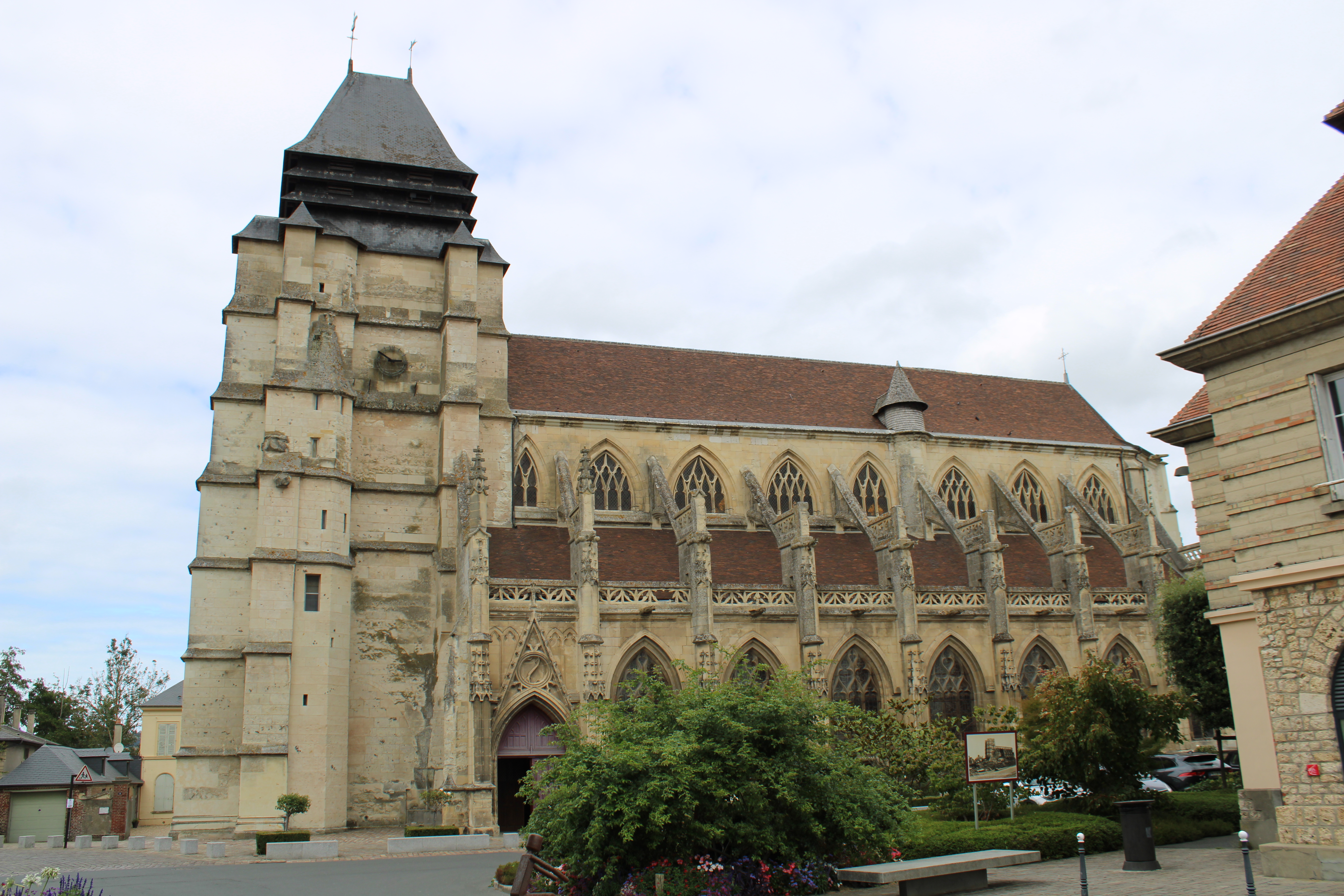
L'église en 2019, reconstruite pratiquement à l'identique.
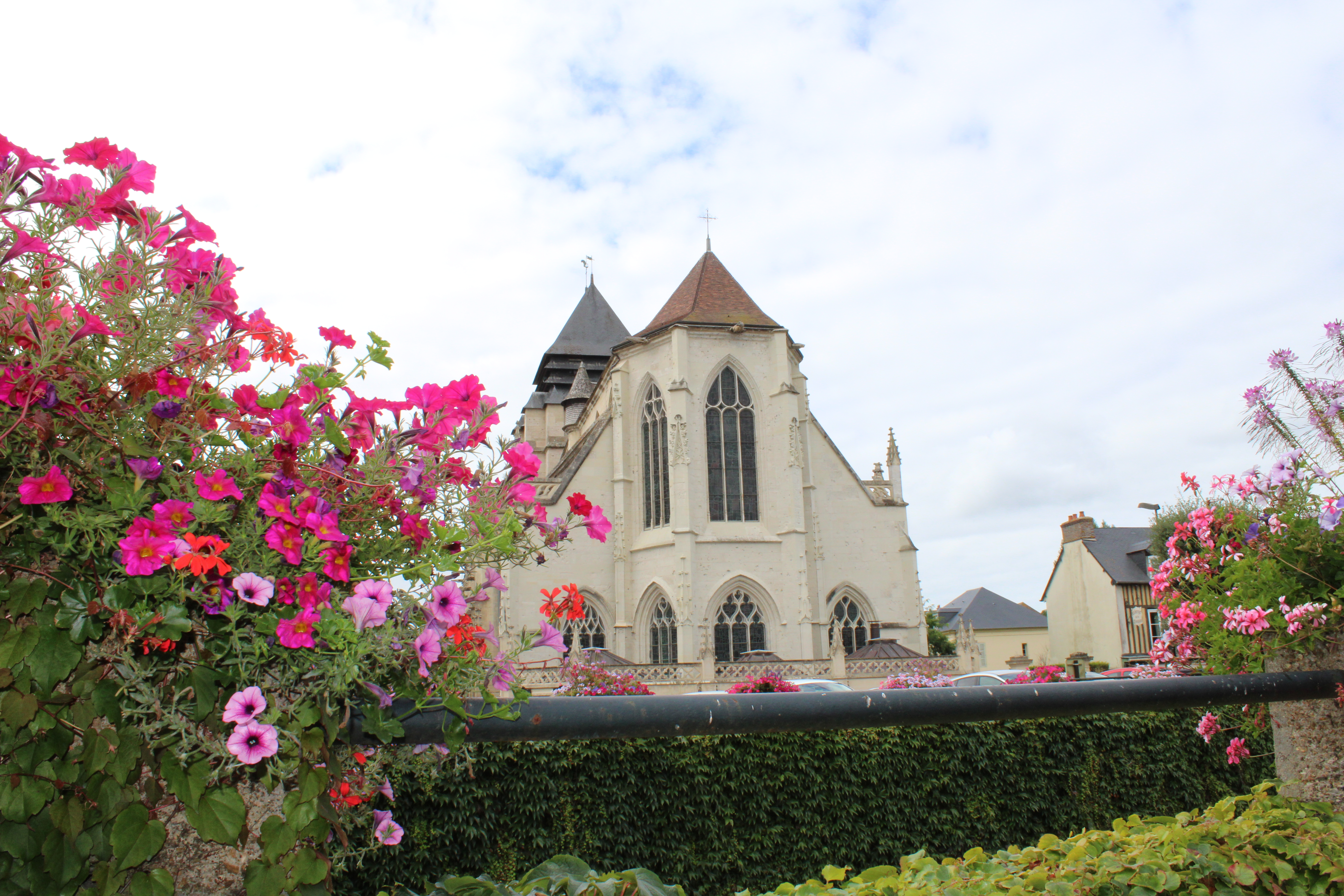
Le chevet de l'église.

## Architecture
L'église est composée d'une nef surélevée de huit travées et pourvue de bas-côtés. Elle n'a pas de transept. Les piliers cylindriques qui ne comportent pas de chapiteaux reçoivent les nervures des grandes arcades. Les murs latéraux sont garnis d'une galerie étroite. La tour massive est à l'extrémité Ouest.

## Images

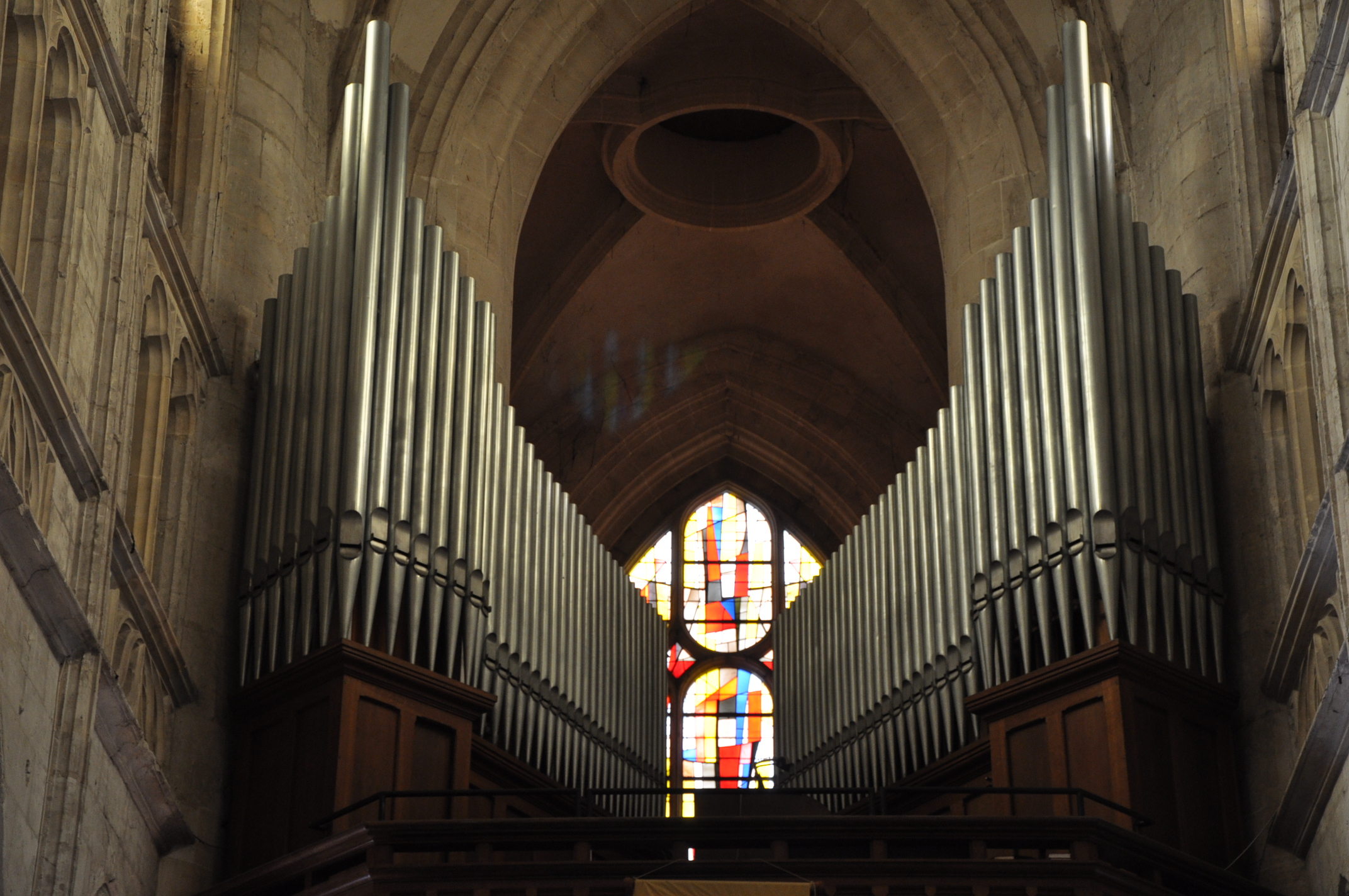
L'orgue.
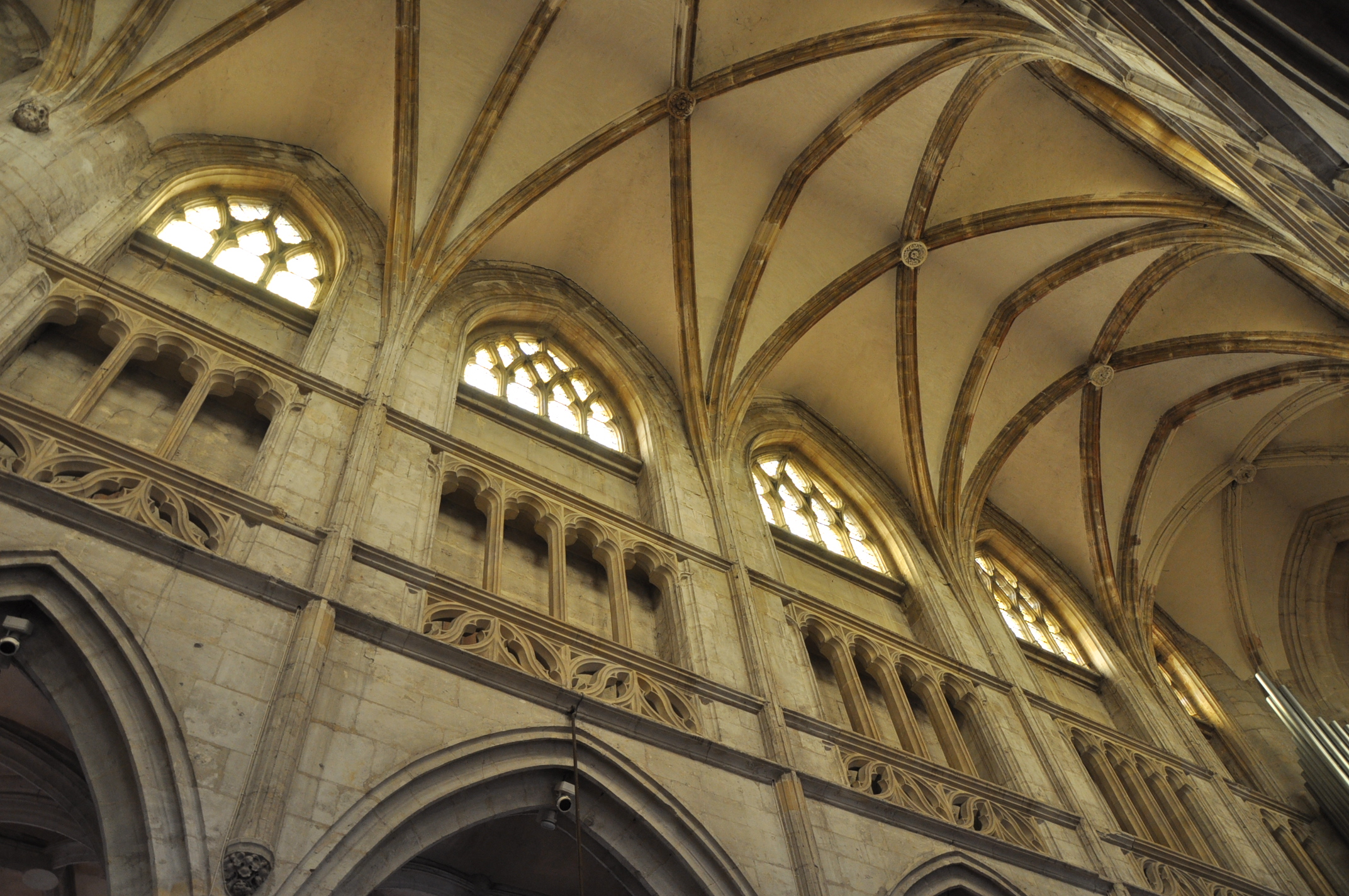
La voûte.
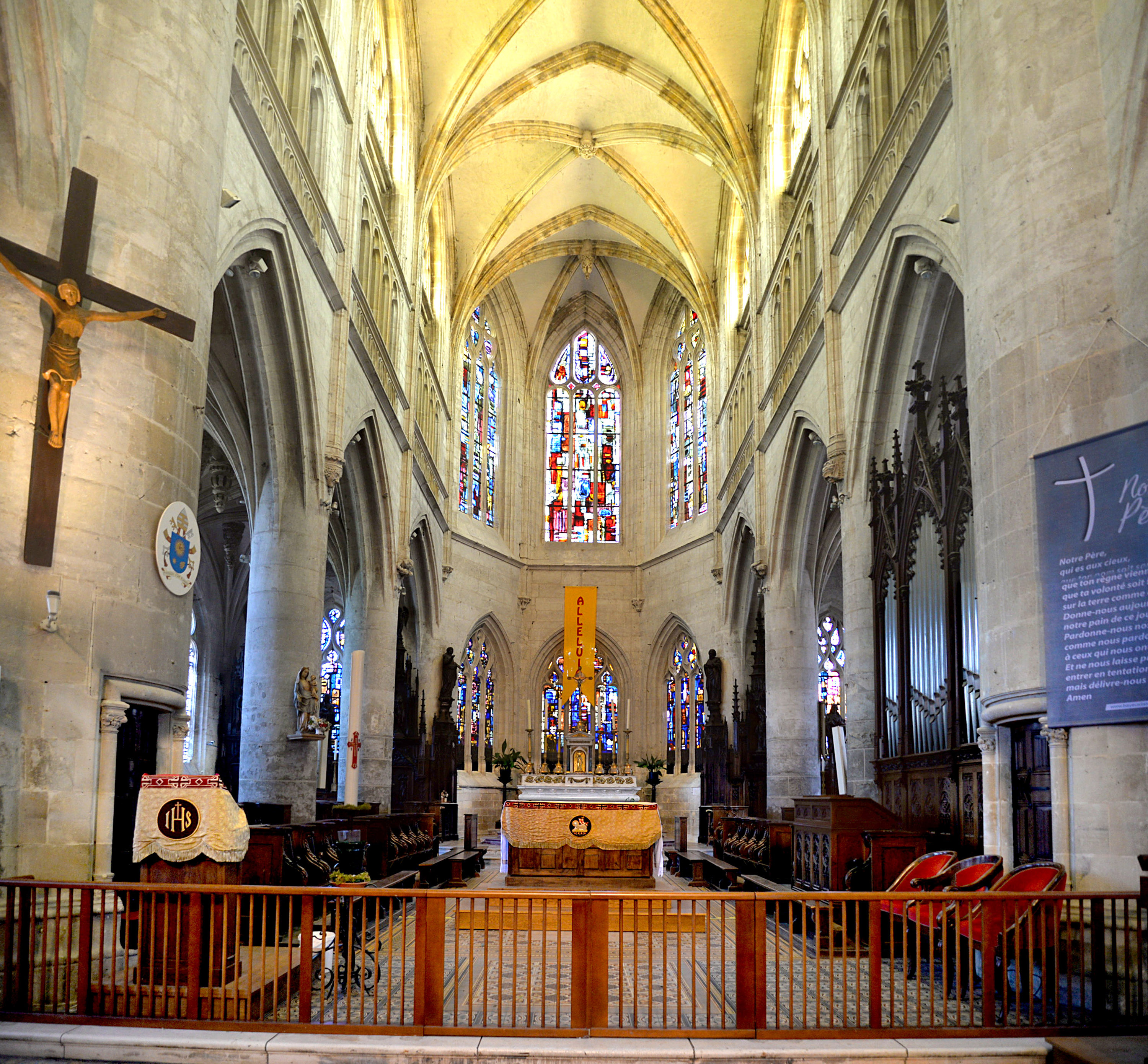
Le chœur.
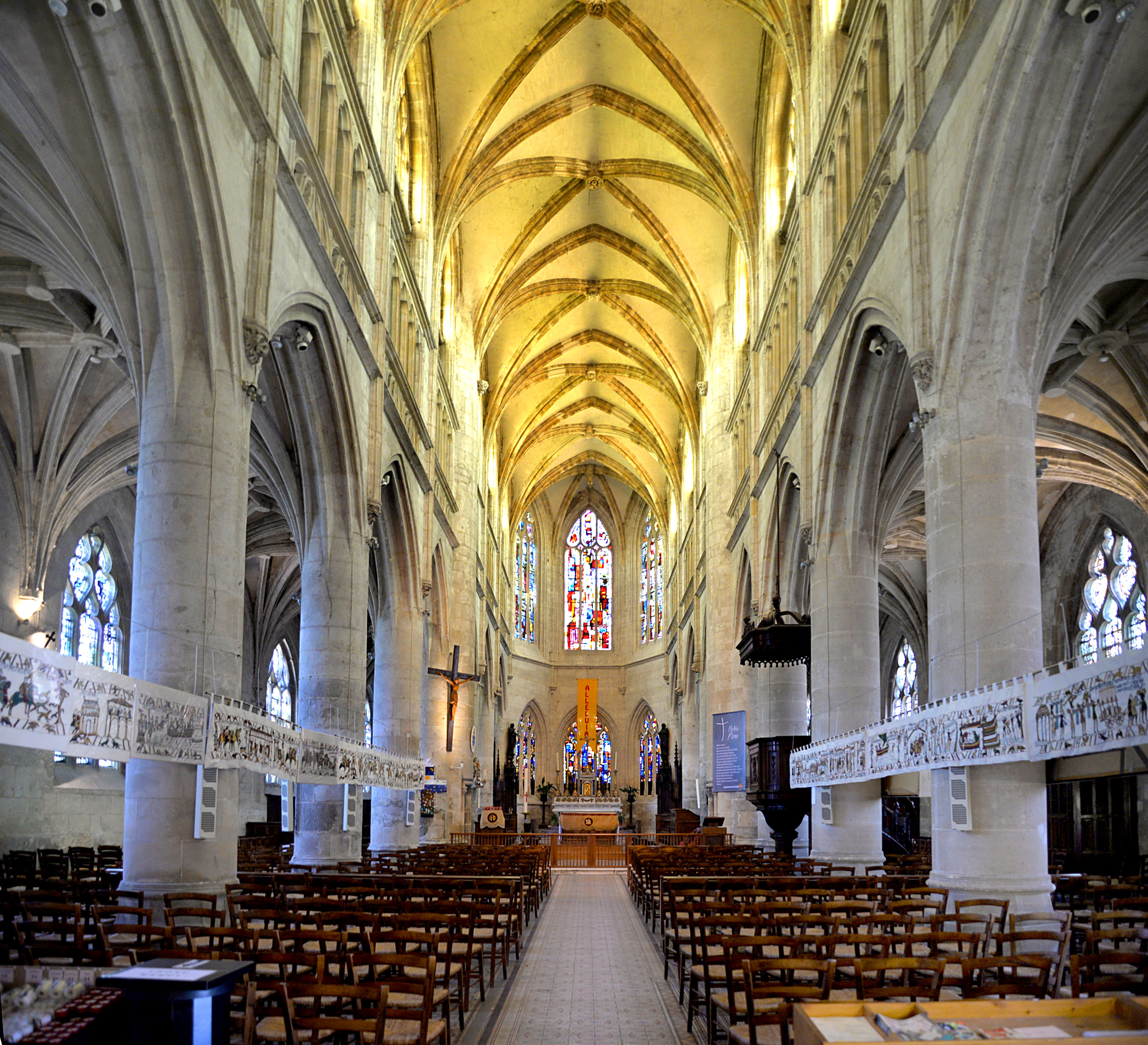
La nef.
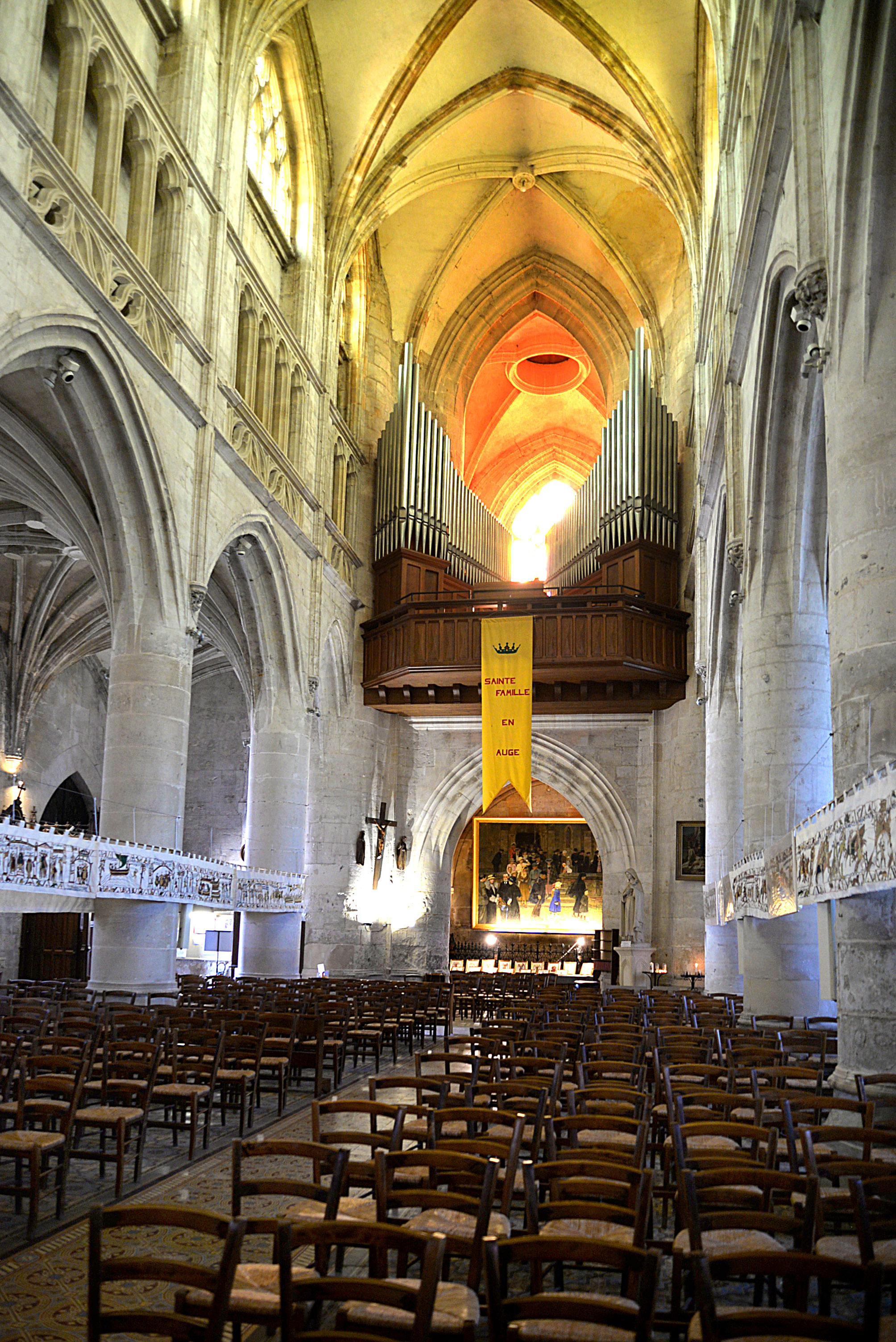
L’orgue Haerpfer-Herman (1958).
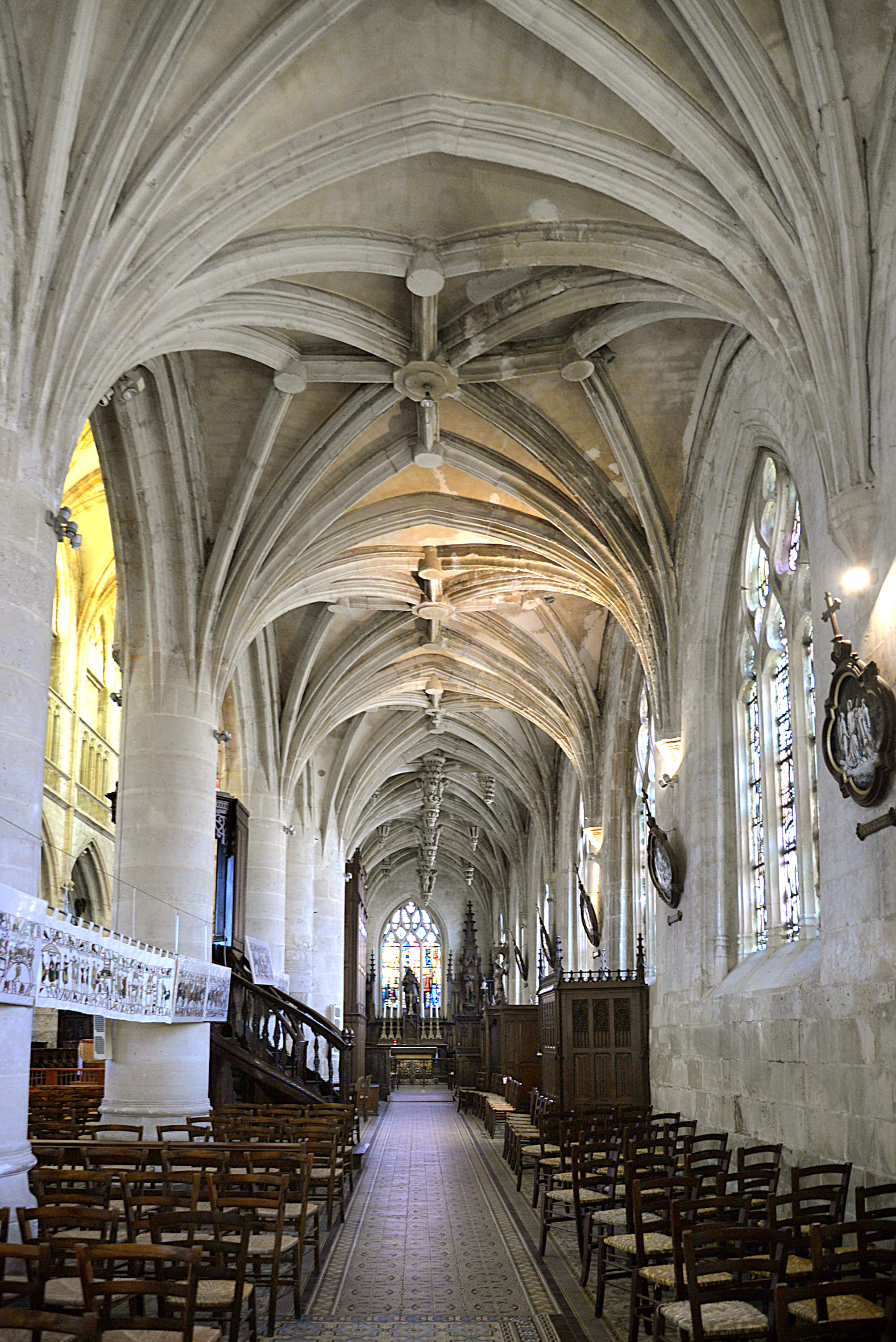
Le bas-côté sud.
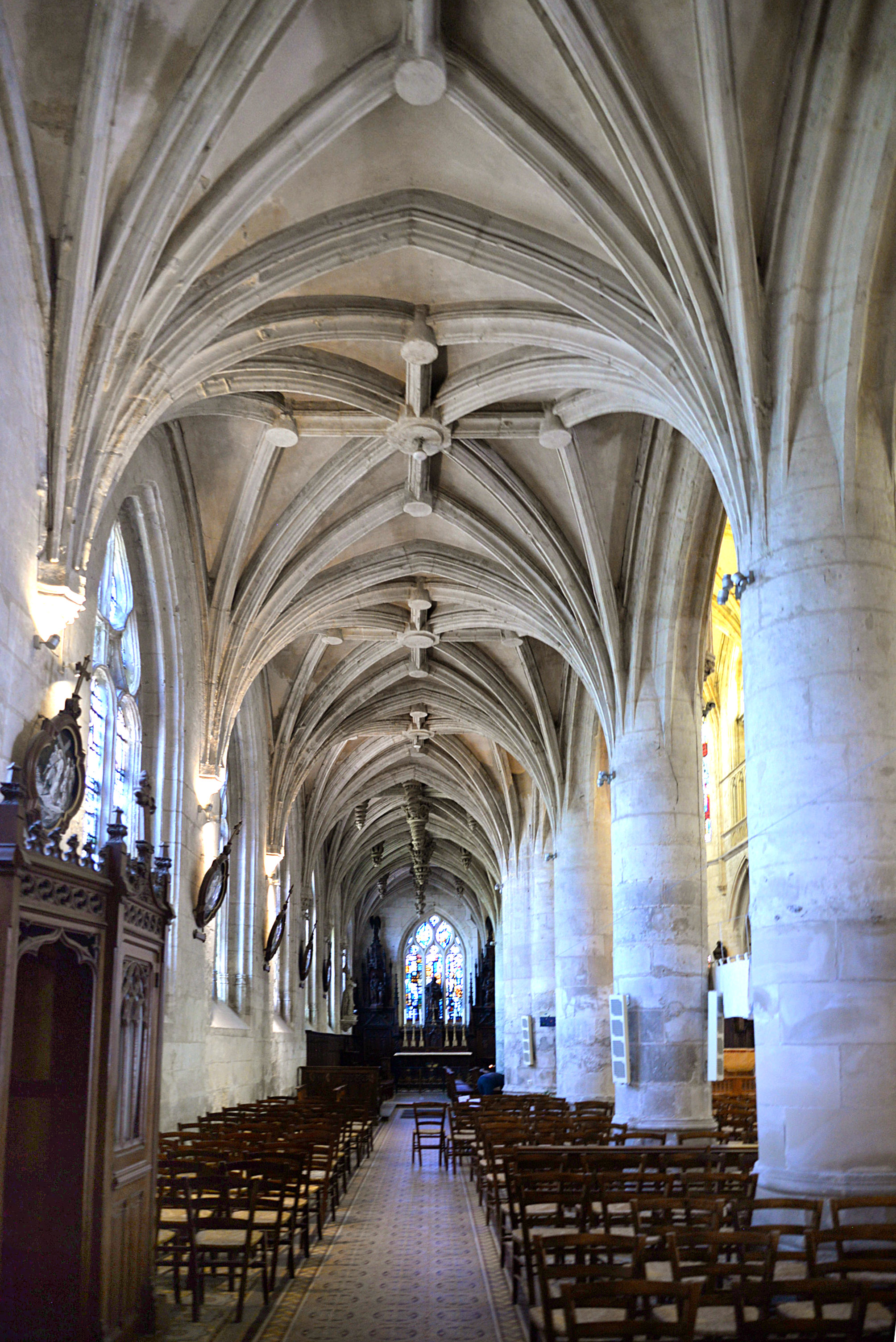
Le bas-côté nord.
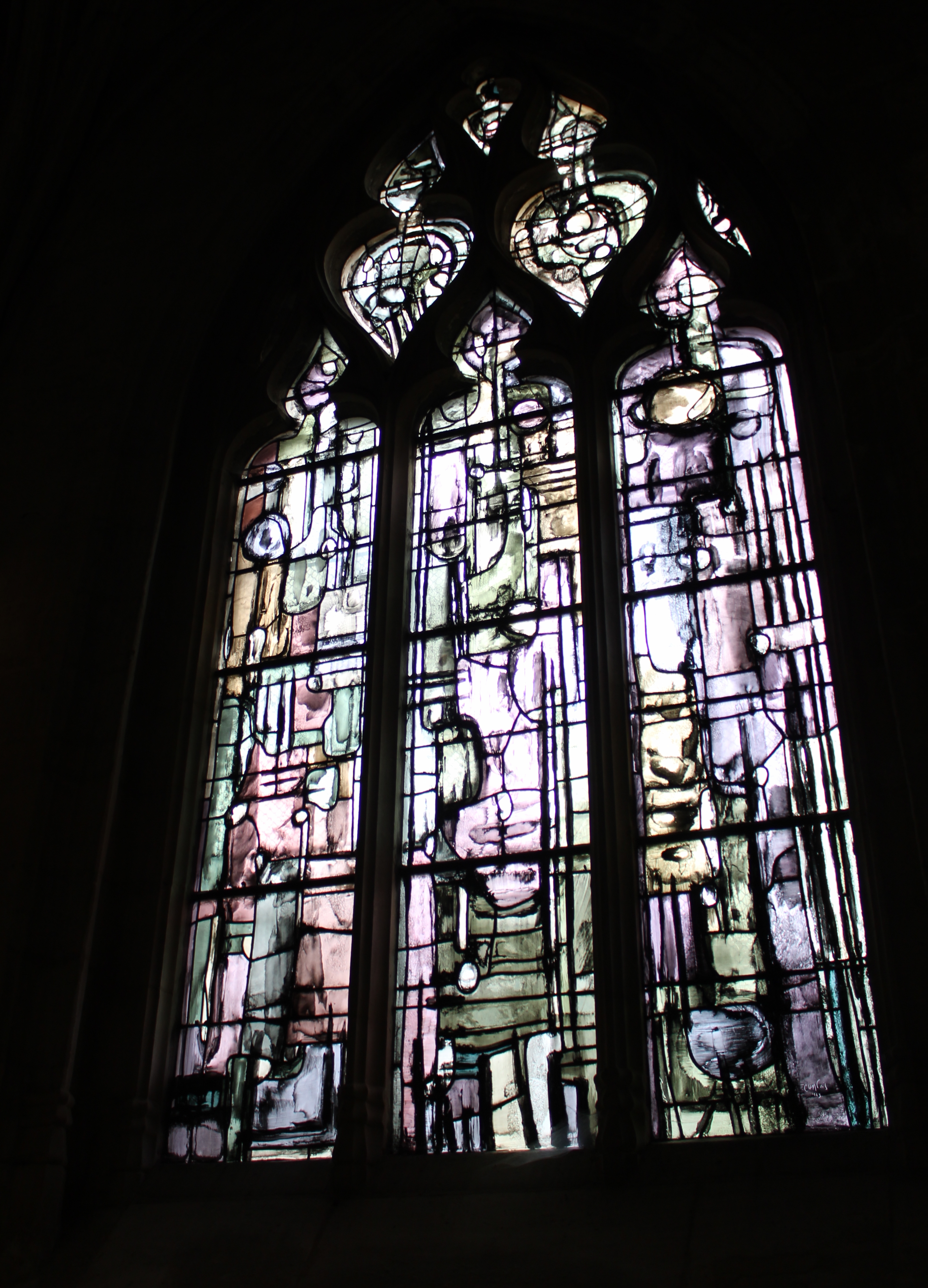
Un vitrail.
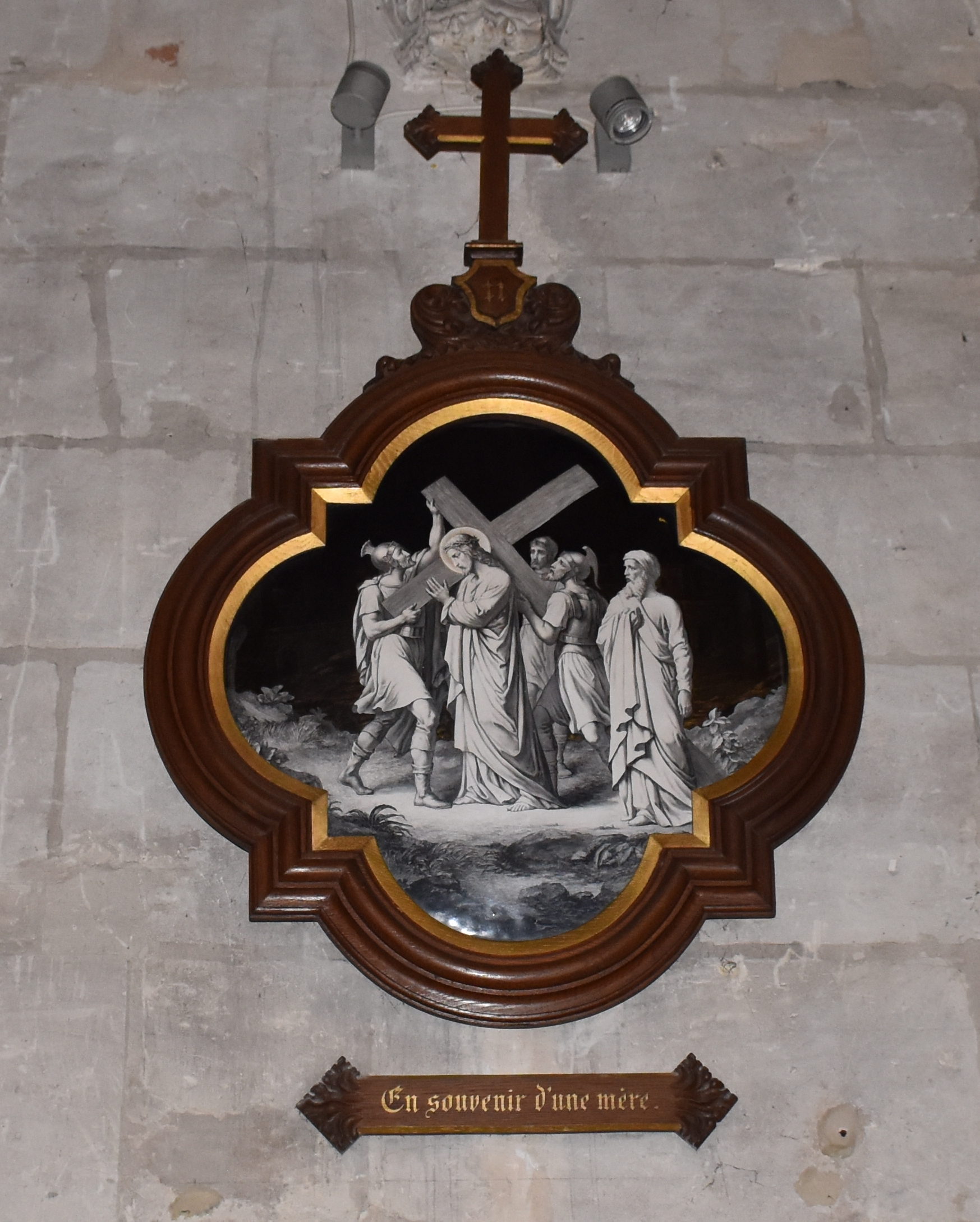
Chemin de croix - Station II.

## Images des gargouilles

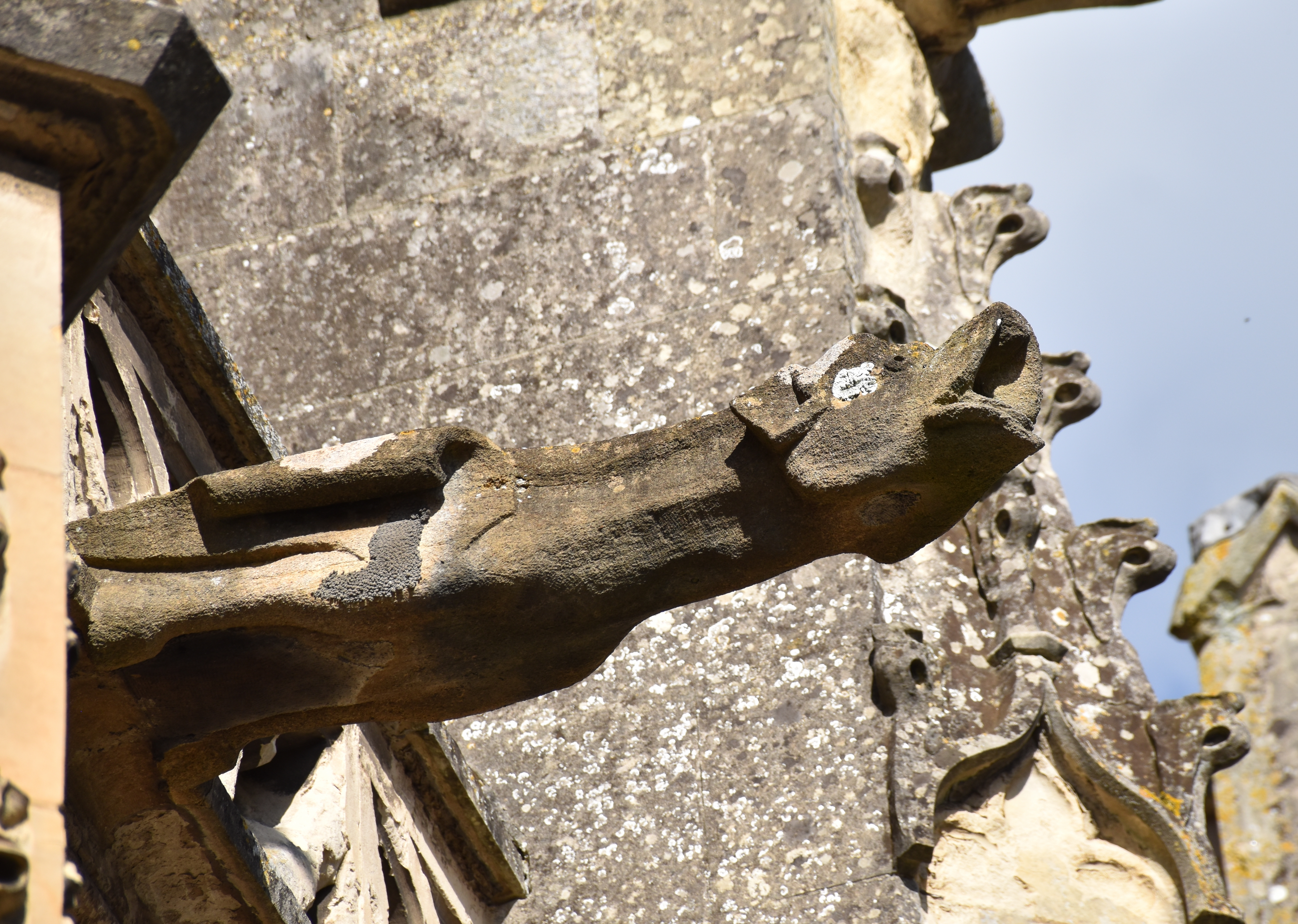
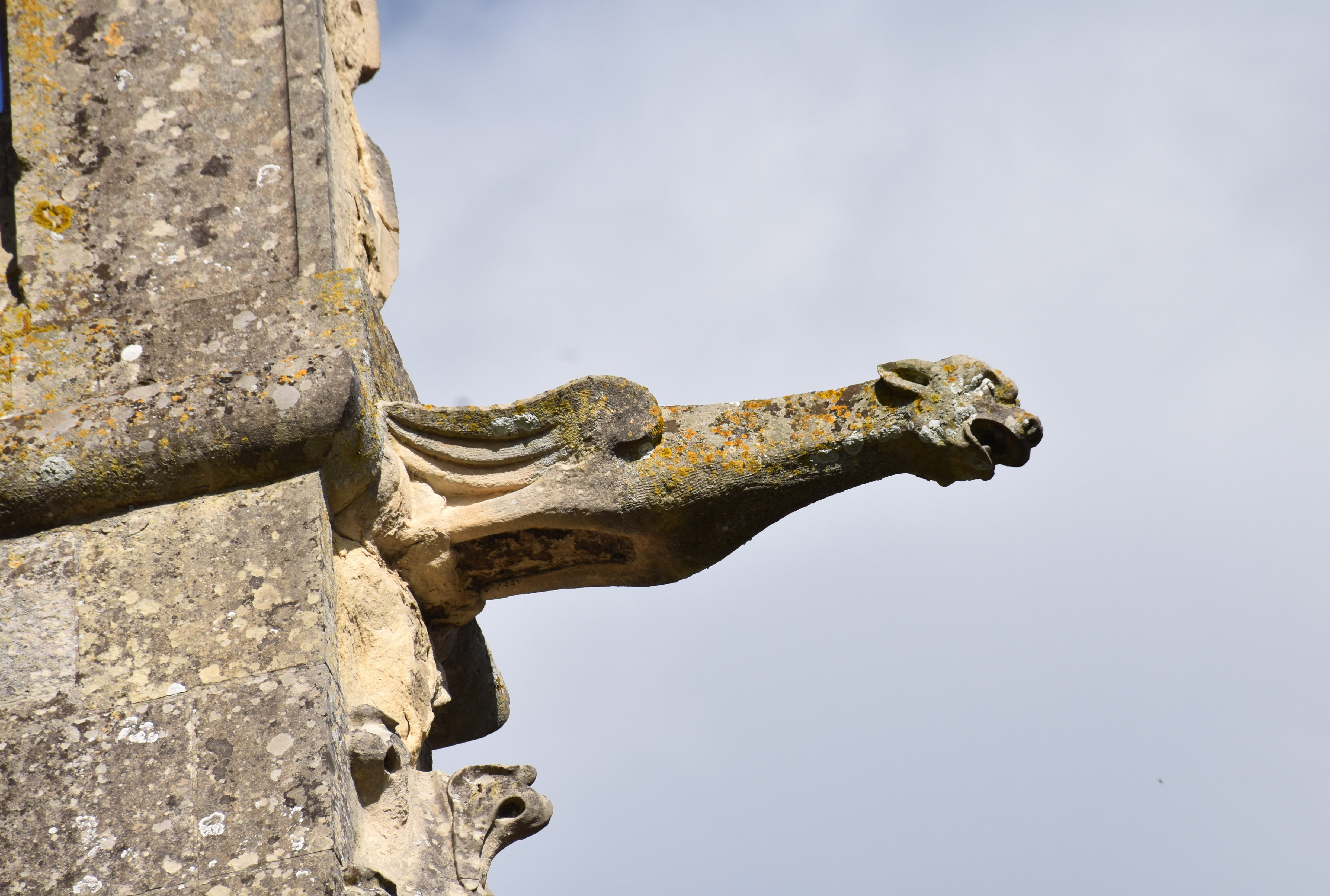
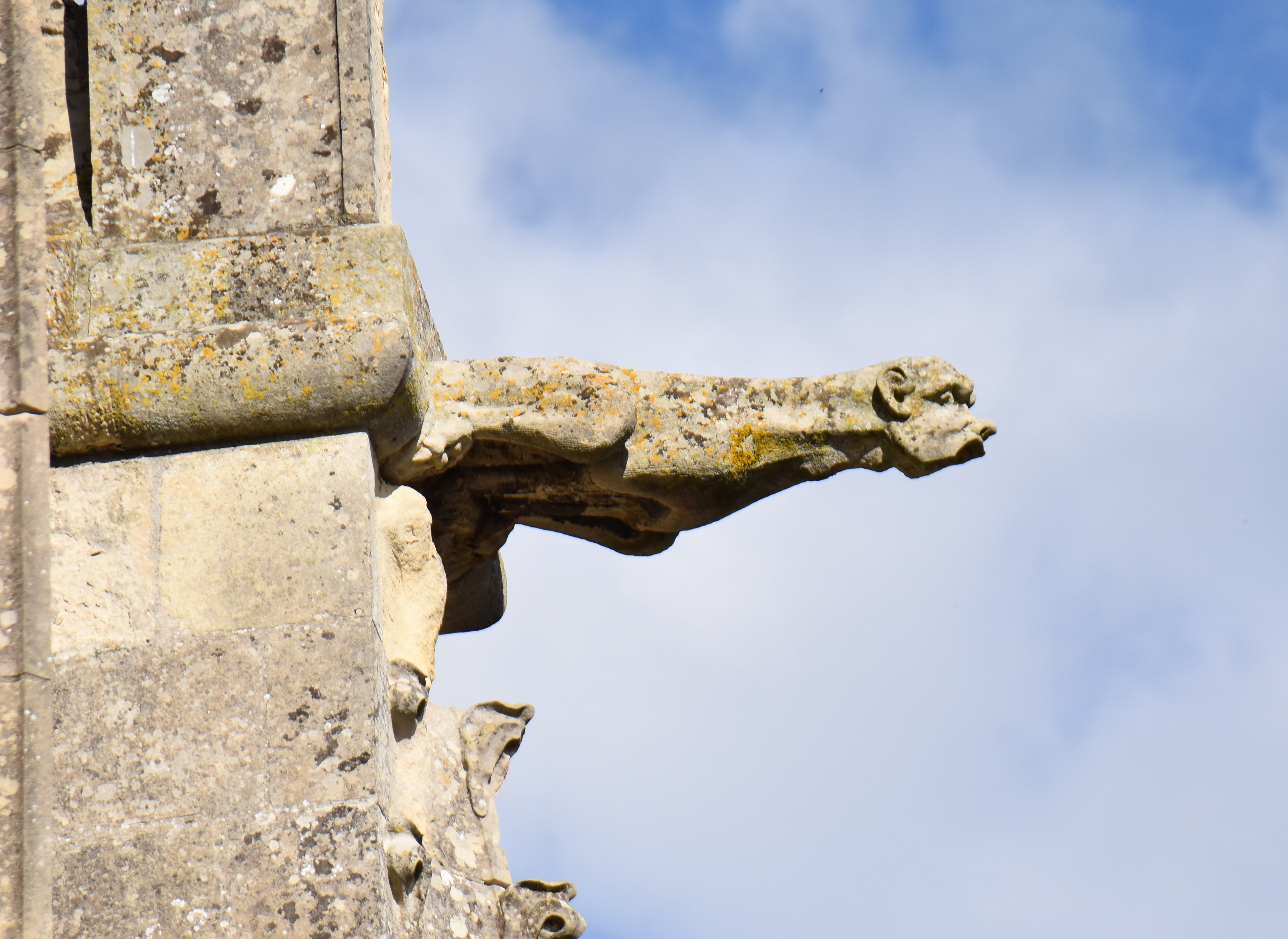
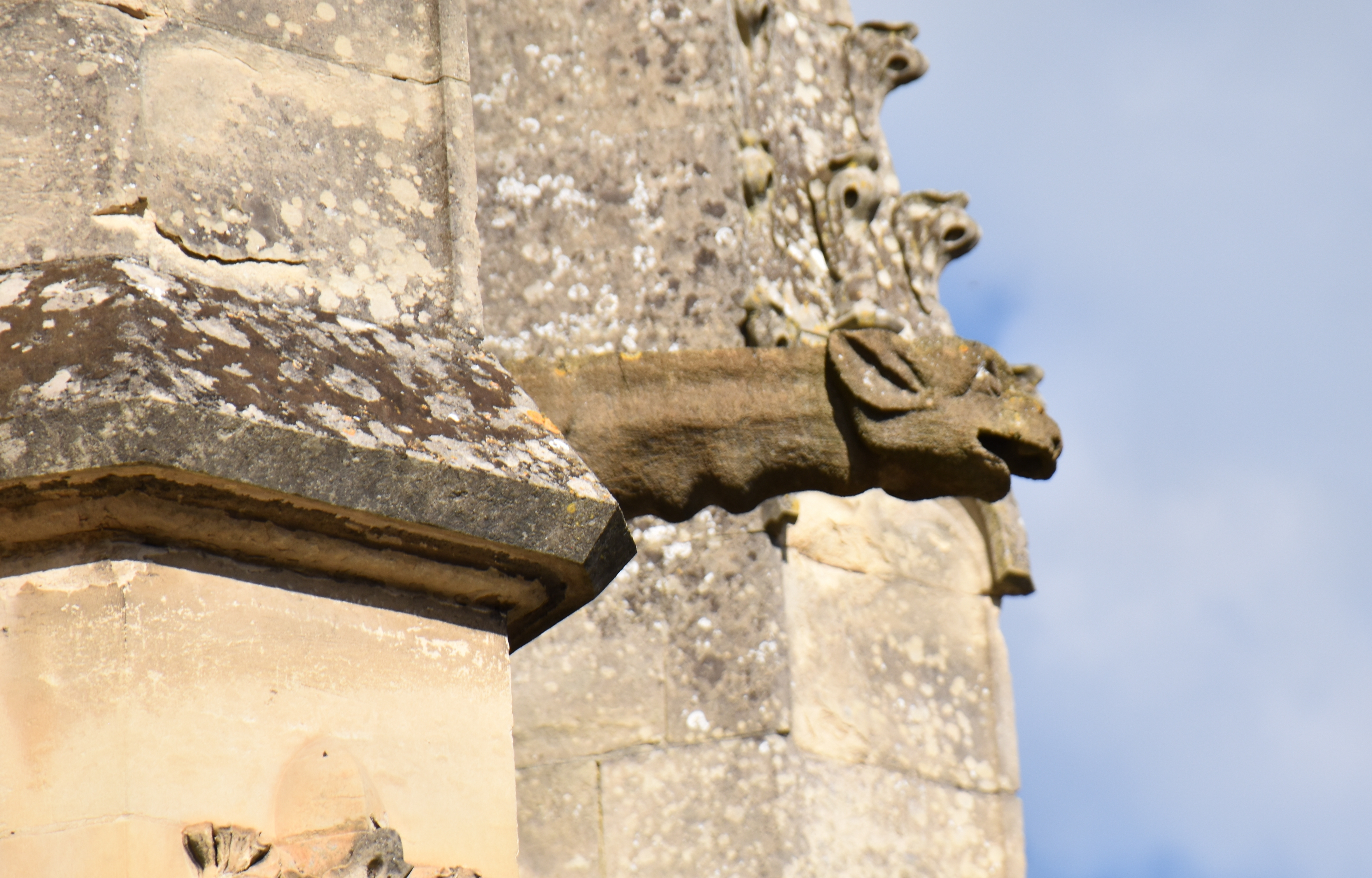
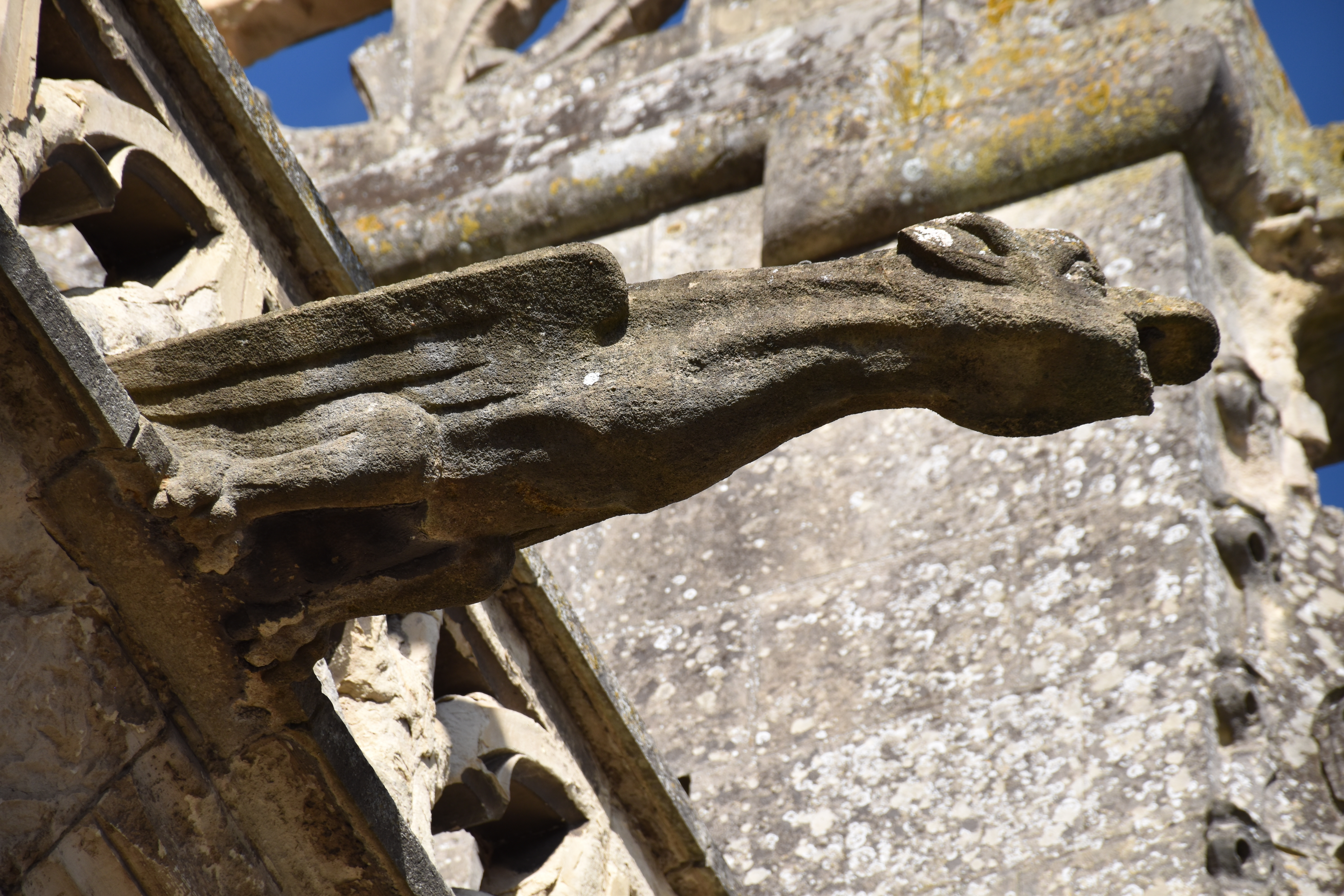
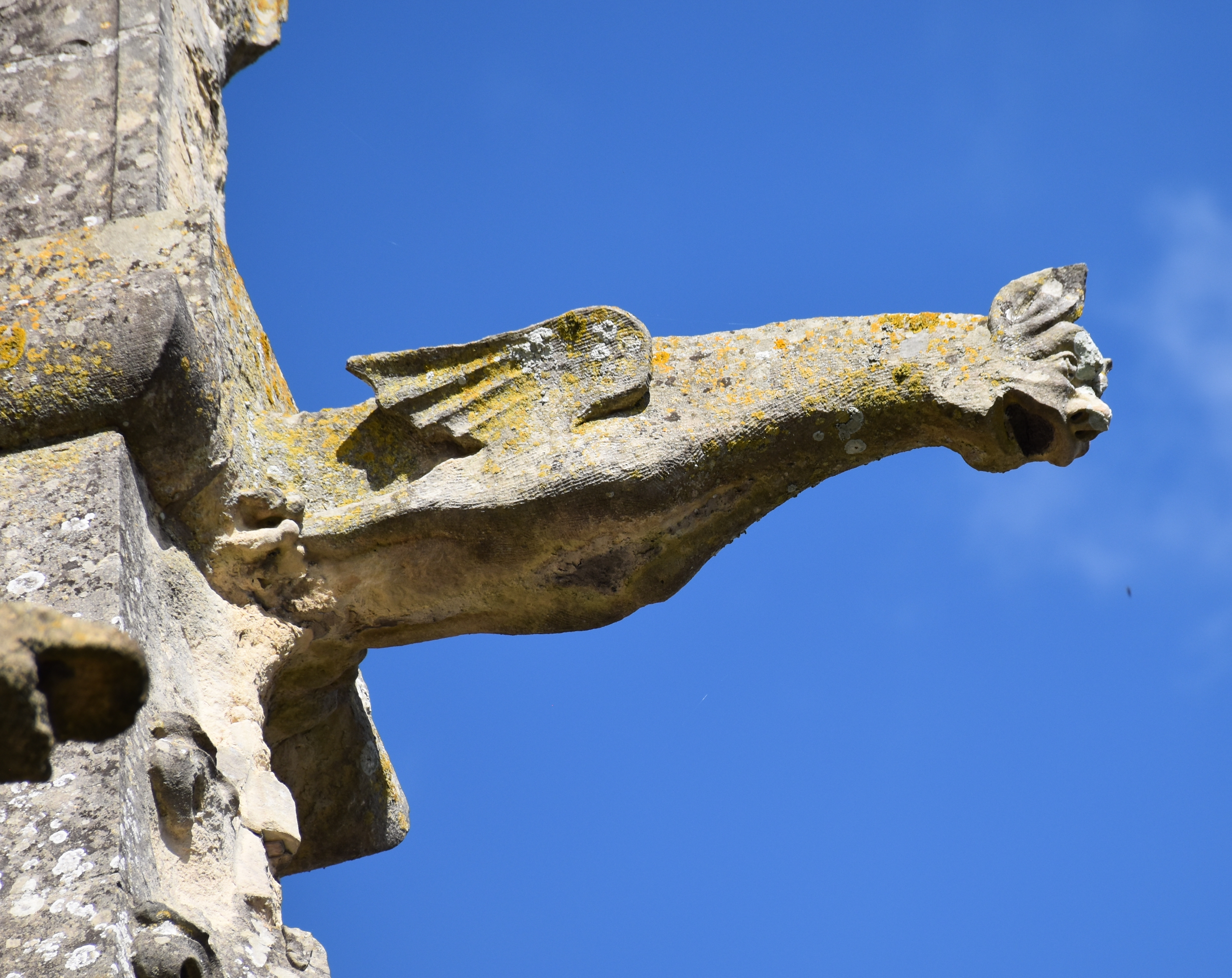
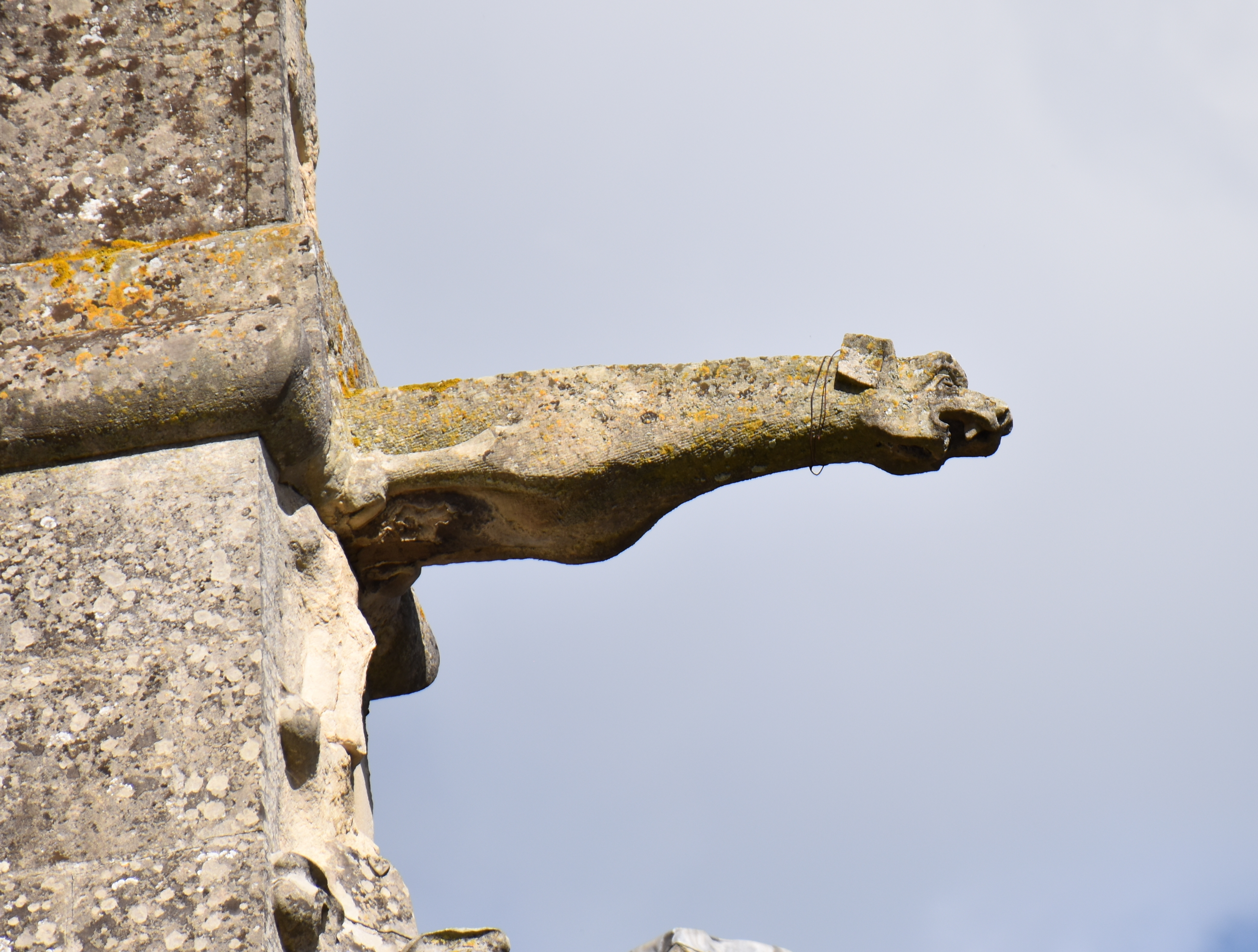
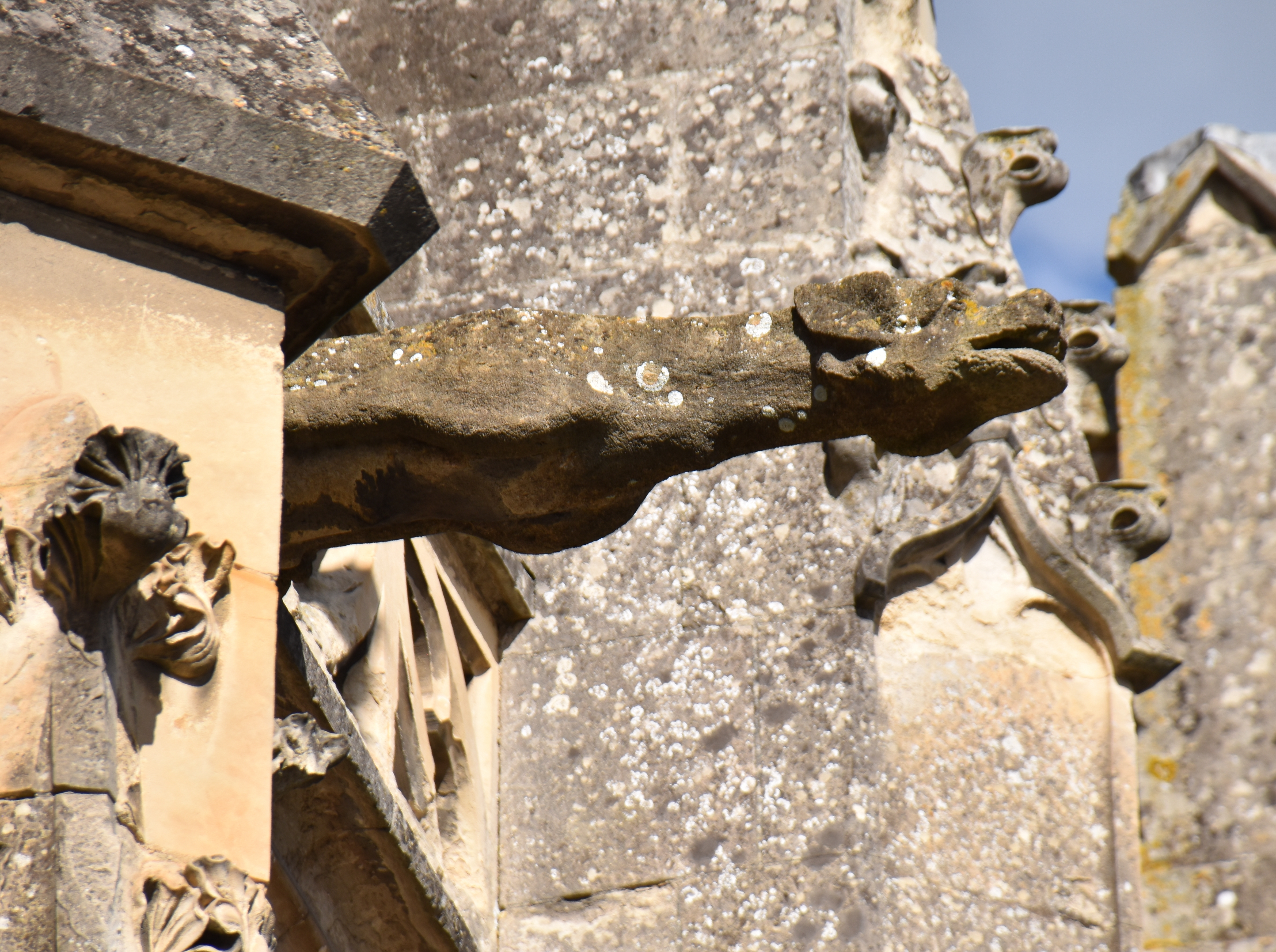
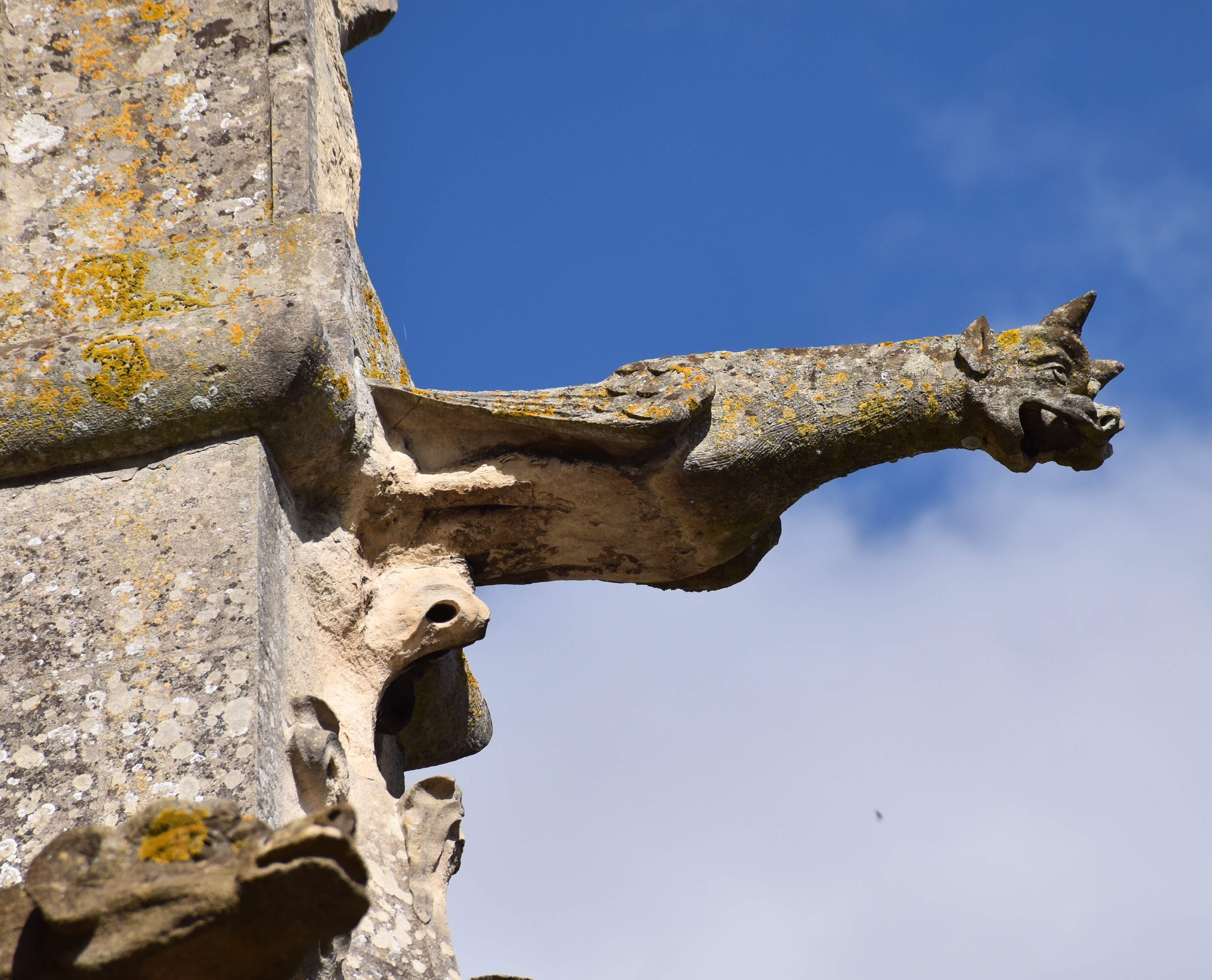
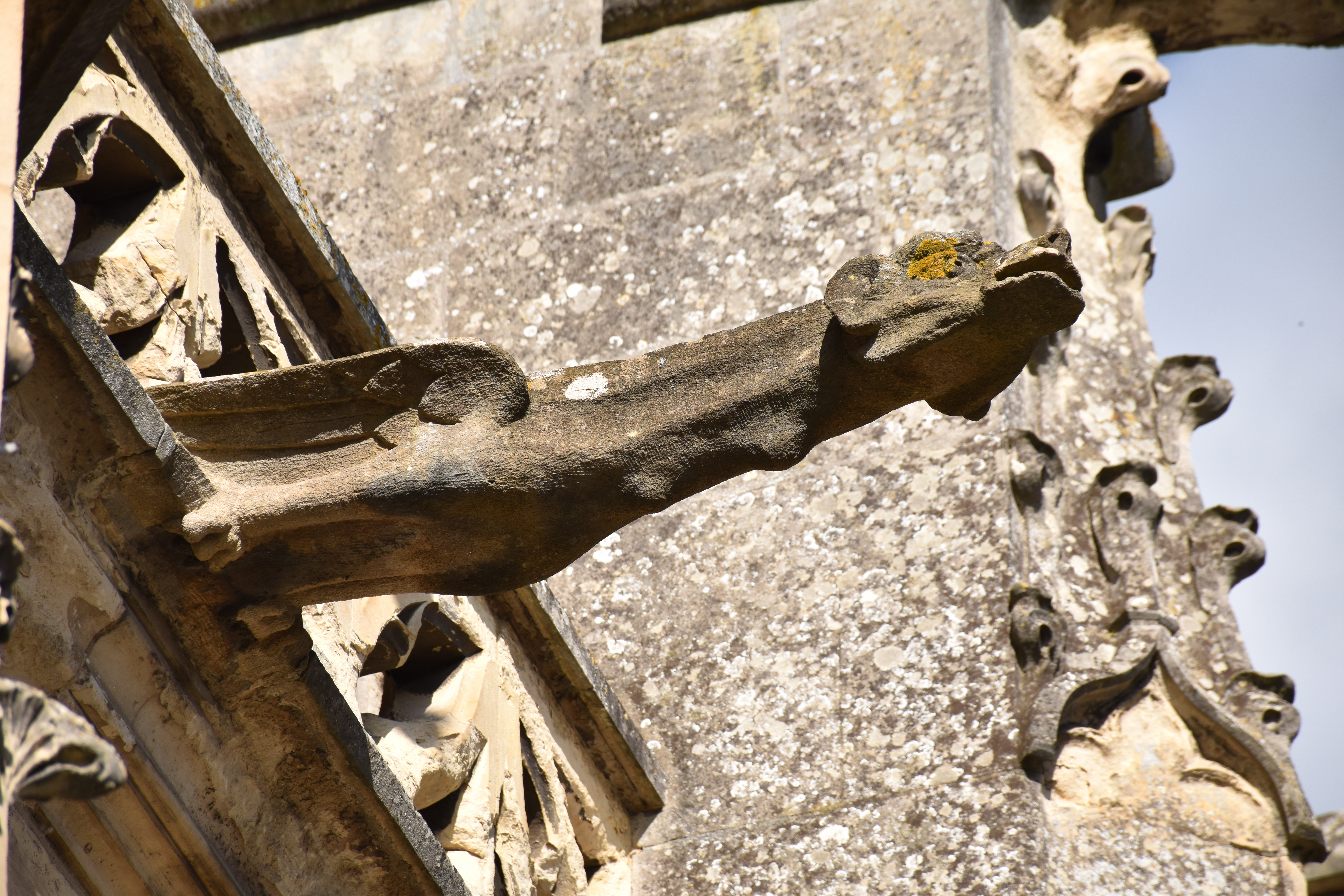
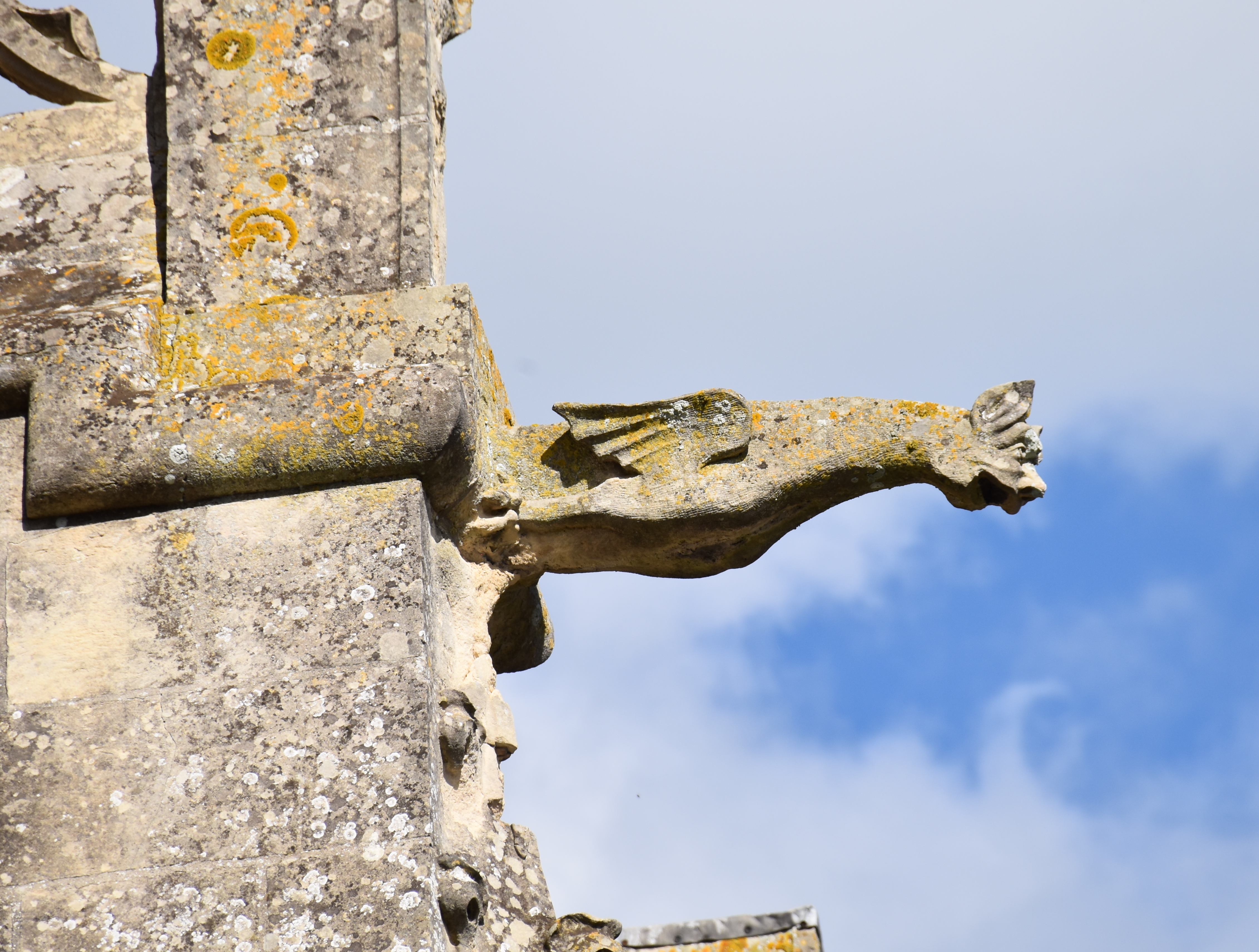
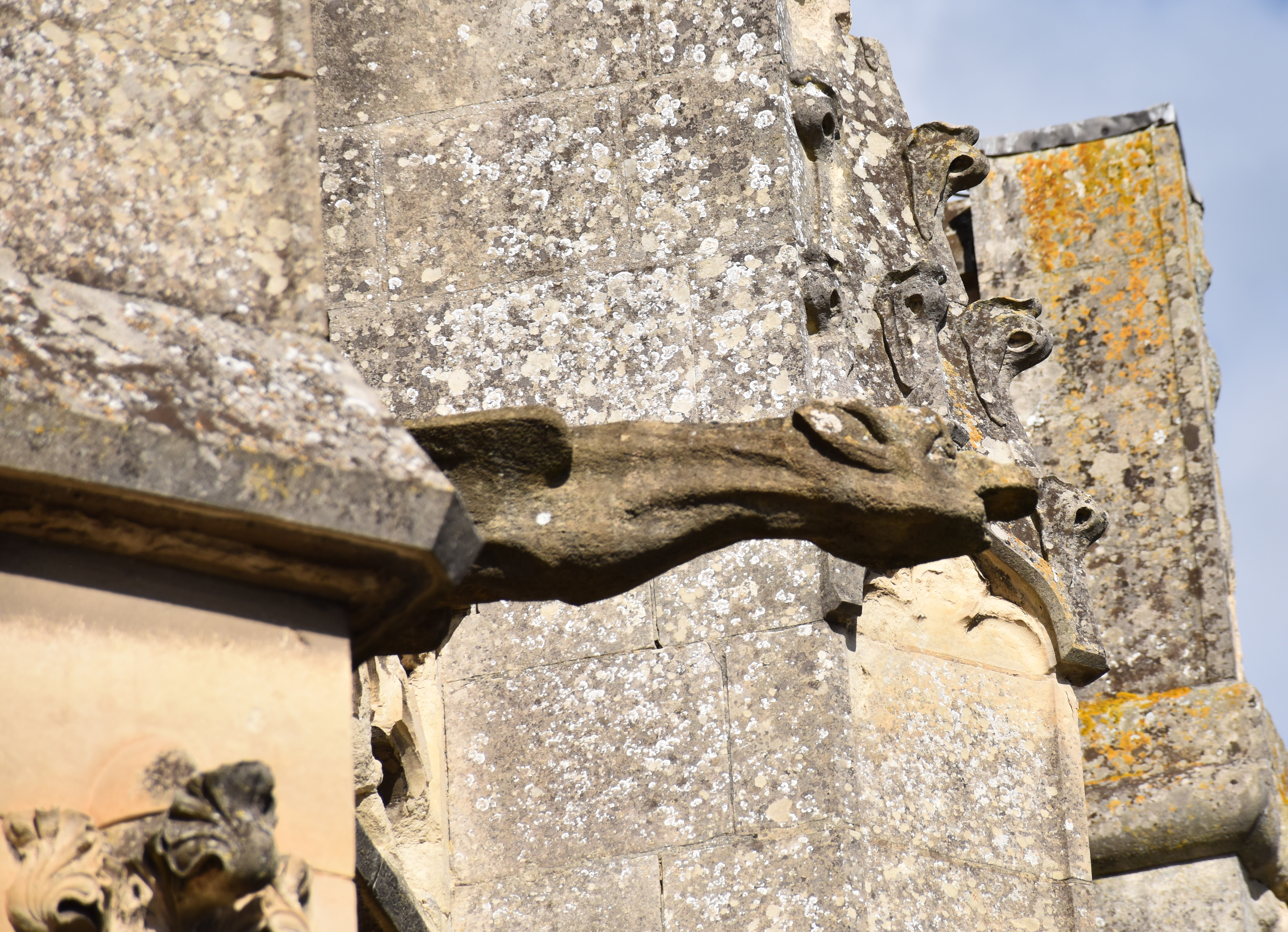
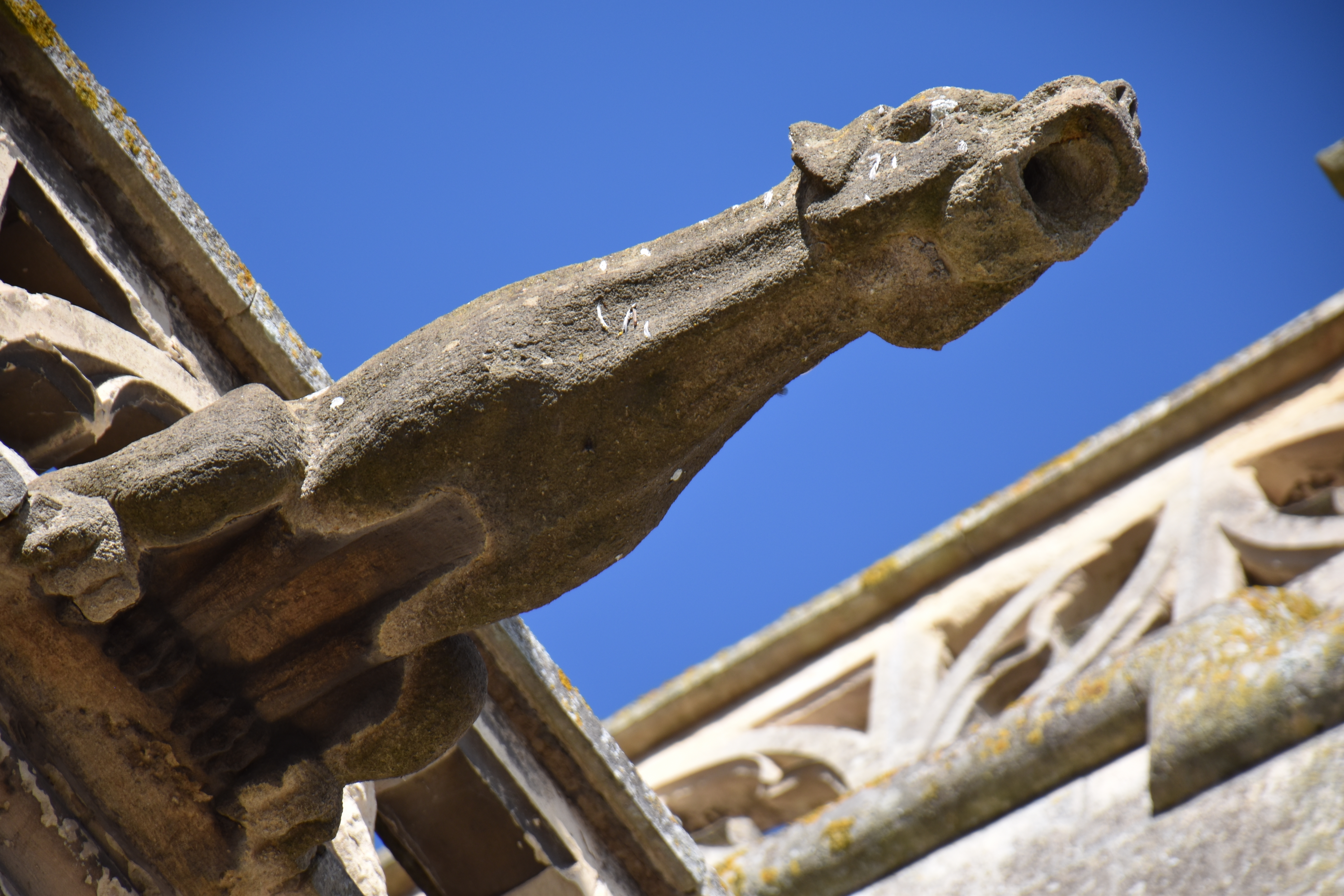
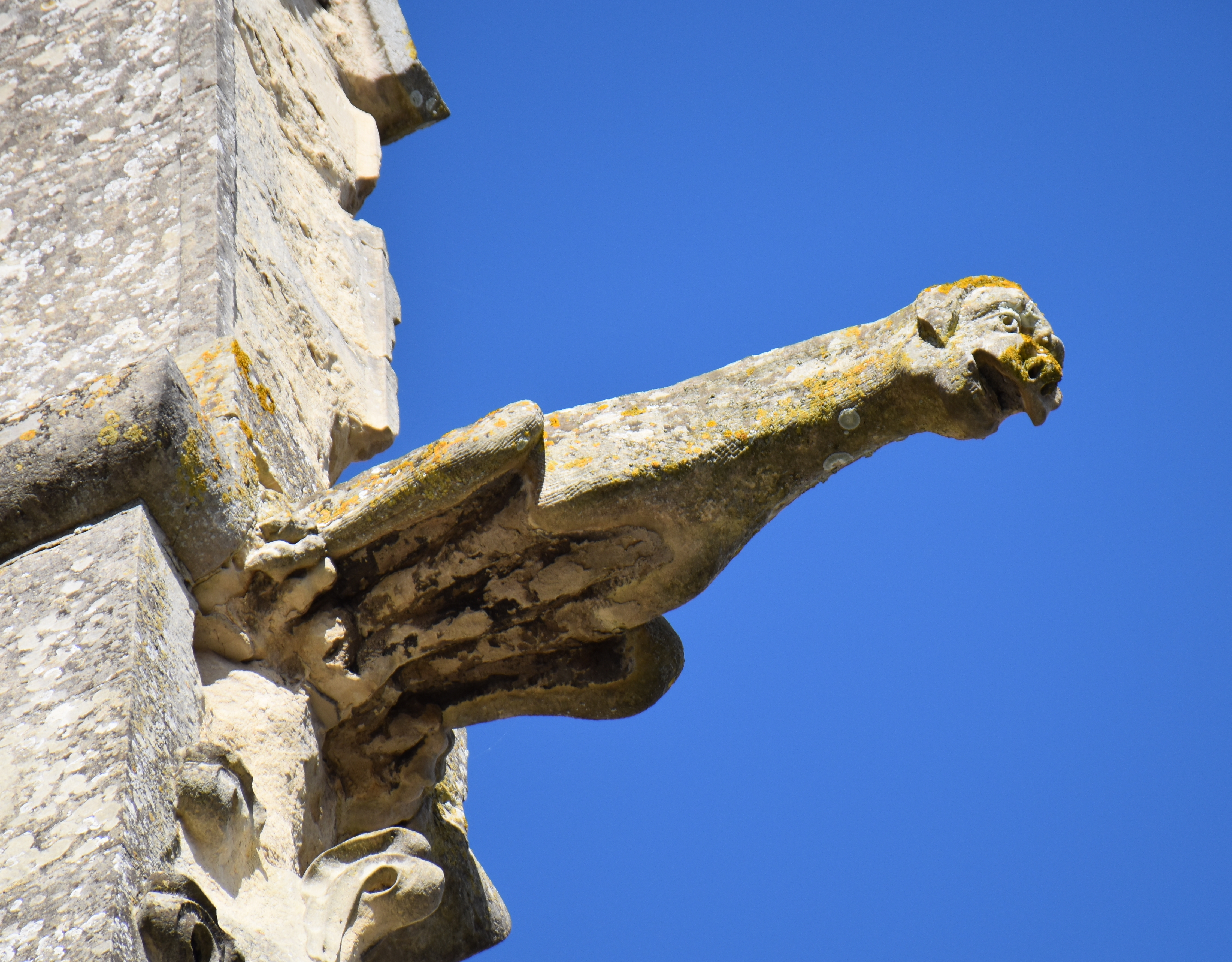
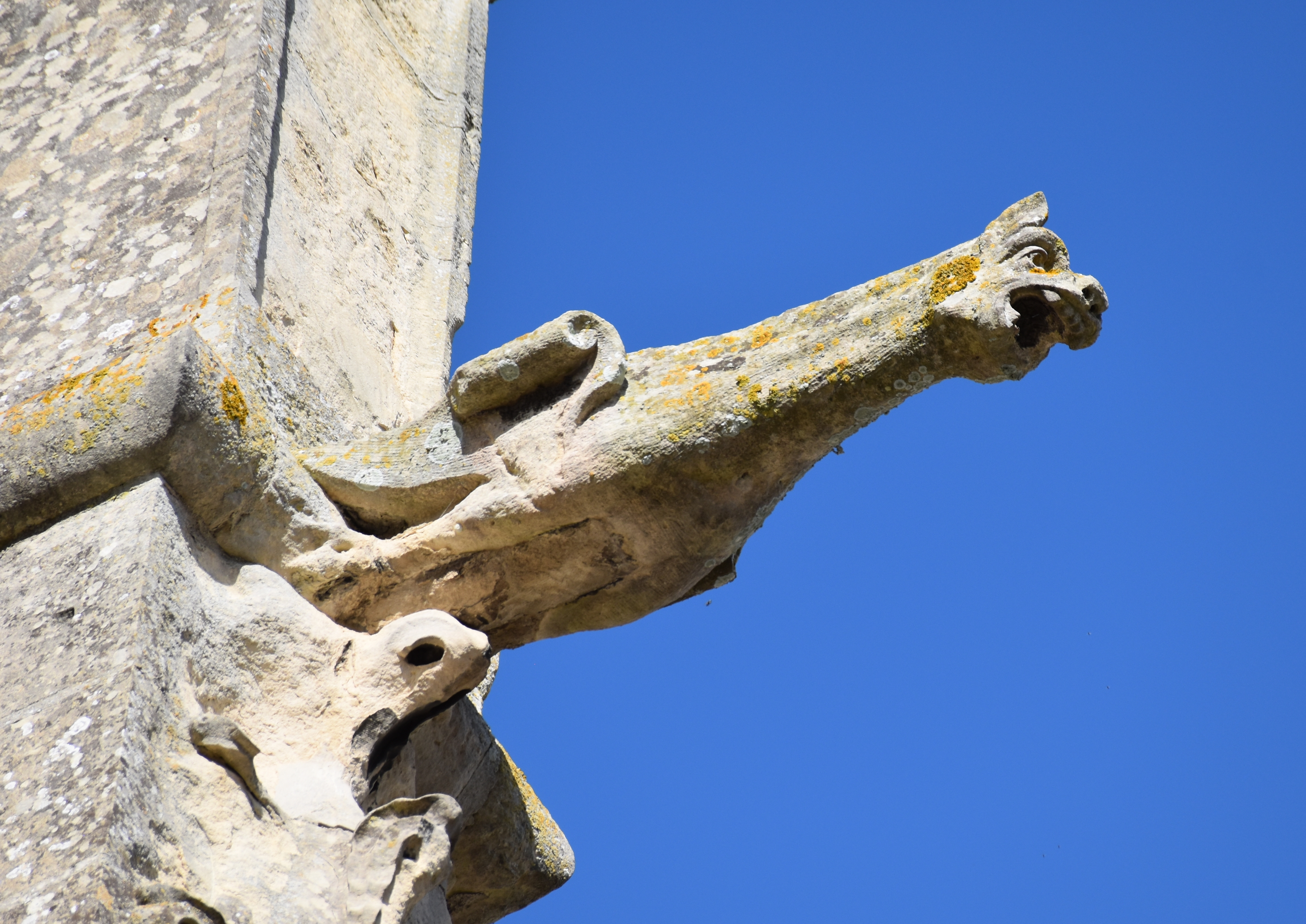
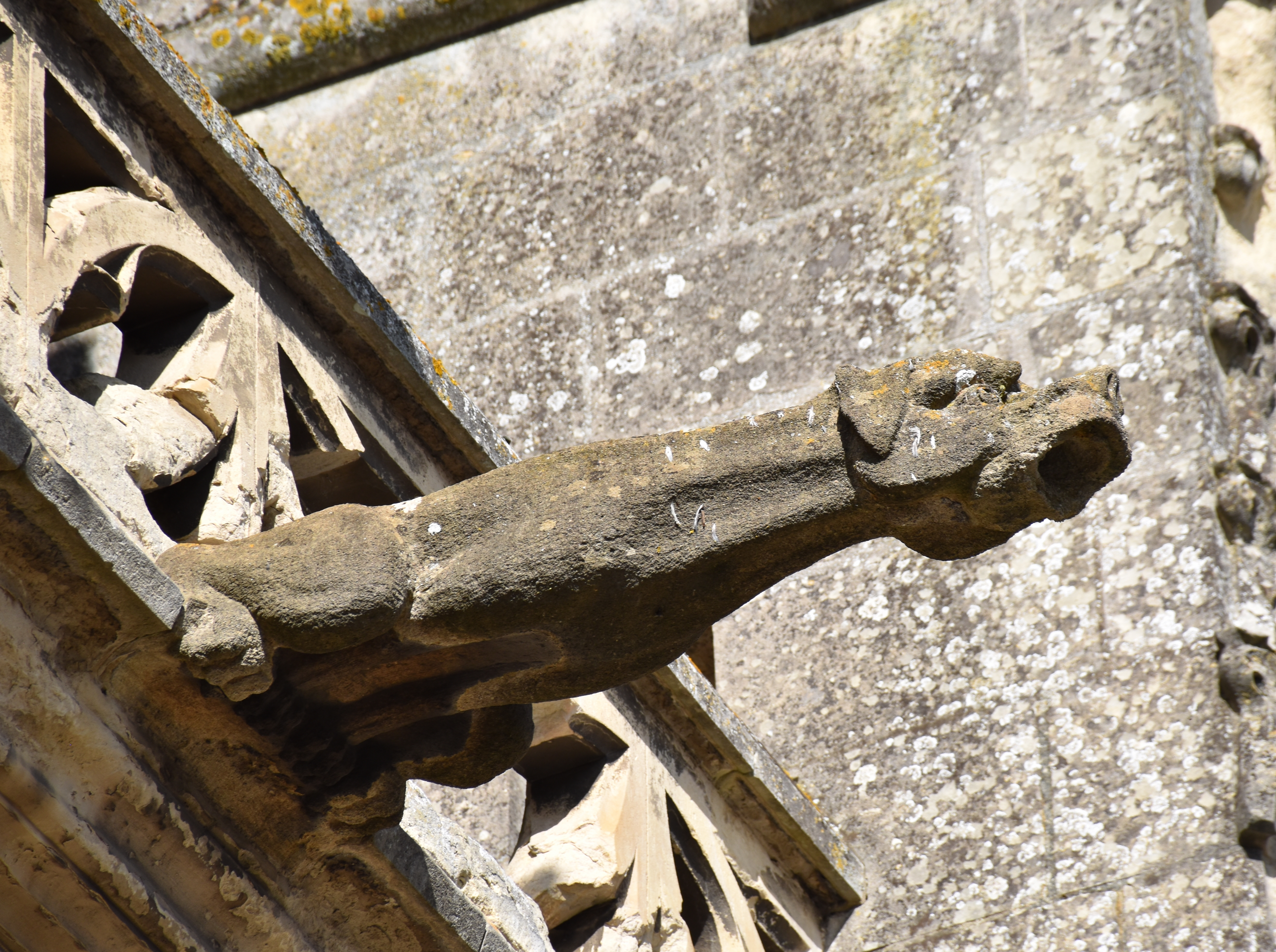